# Fancy Dance
Fancy Dance es una película dramática estadounidense de 2023 dirigida por Erica Tremblay en su debut como directora narrativa, a partir de un guion de Tremblay y Miciana Alise. Está protagonizada por Lily Gladstone, Isabel DeRoy-Olson y Shea Whigham.
Fancy Dance se estrenó en el Festival de Cine de Sundance 2023 el 20 de enero de 2023. Su estreno limitado está programado para el 21 de junio de 2024, antes de su transmisión en Apple TV+ el 28 de junio de 2024.

## Sinopsis
Desde la desaparición de su hermana, Jax ha cuidado de su sobrina Roki. Cada minuto libre se dedica a buscarla y al mismo tiempo a ayudar a Roki a prepararse para una próxima asamblea.

## Reparto
- Lily Gladstone como Jax
- Isabel DeRoy-Olson como Roki
- Shea Whigham como Frank
- Audrey Wasilewski como Nancy
- Ryan Begay como JJ
- Crystyle Lightning como Zafiro
- Dennis Newman como Derrick

## Producción
En diciembre de 2020, el guion de Fancy Dance fue seleccionado como uno de The Indigenous List, iniciado por The Black List, IllumiNative y Sundance Institute para destacar el trabajo de los escritores nativos americanos. En mayo de 2022, el guion también apareció en la Lista de Guiones de Cannes.
En agosto de 2022, se anunció que Erica Tremblay dirigiría la película y Confluential Films la produciría. La fotografía principal tuvo lugar en Tulsa, Oklahoma y comenzó en agosto de 2022.

## Estreno
Fancy Dance tuvo su estreno mundial en el Festival de Cine de Sundance 2023, el 20 de enero de 2023. Cercamon adquirió sus derechos de venta a nivel mundial el 16 de febrero de 2023. También se proyectó en 2023 South by Southwest. También se proyectó en el NewFest 2023, donde celebró su estreno en la ciudad de Nueva York. En febrero de 2024, Apple TV+ adquirió los derechos de distribución de la película con planes de estrenarla más adelante ese mismo año. Está programada para estrenarse de forma limitada el 21 de junio de 2024, antes de su transmisión en Apple TV+ el 28 de junio de 2024.